# Aramidopsis
Aramidopsis is een geslacht van vogels uit de familie Rallen, koeten en waterhoentjes (Rallidae). Het geslacht telt één soort:.
- Aramidopsis plateni  – Platens ral